# Чаклунство 8 : Привид Салема
Чаклунство 8 : Привид Салема (англ. Witchcraft VIII: Salem's Ghost) — американський фільм жахів режисера Джозефа Джона Барметтлера 1996 року.

## Сюжет
Сімейна пара в'їжджає в новий будинок, не підозрюючи, що він побудований на могилі могутнього чорнокнижника, дух якого і через триста років продовжує нагадувати про себе.

## У ролях
- Лі Гробер — Сонні Данавей
- Кім Копф — Мері Енн Данавей
- Том Овермієр — МакАртур
- Девід Вейлс — Мітч Бейкер
- Ентоні Стюарт — Гейл Бейкер
- Джек Ван — Саймон Ренфро / чорнокнижник
- Май-Ліс Голмс — Кеті
- Вільям Найт — Дін Сімпсон
- Джон Е. Голлідей — Фред Віктор
- Девід Жан Томас — Скаллі

## Серія
- Чаклунство / Witchcraft (1988)
- Чаклунство 2 : Спокусниця / Witchcraft II: The Temptress (1989)
- Чаклунство 3 : Поцілунок смерті / Witchcraft III: The Kiss of Death (1991)
- Чаклунство 4 : Невинне серце / Witchcraft IV: The Virgin Heart (1992)
- Чаклунство 5 : Танець з Дияволом / Witchcraft V: Dance with the Devil (1993)
- Чаклунство 6 : Коханка Диявола / Witchcraft VI: The Devil's Mistress (1994)
- Чаклунство 7 : Час розплати / Witchcraft VII: Judgement Hour (1995)
- Чаклунство 8 : Привид Салема / Witchcraft VIII: Salem's Ghost (1996)
- Чаклунство 9 : Гірка плоть / Witchcraft IX: Bitter Flesh (1997)
- Чаклунство 10 : Повелителька / Witchcraft X: Mistress of the Craft (1998)
- Чаклунство 11: Сестри по крові / Witchcraft XI: Sisters in Blood (2000)
- Чаклунство 12 : У лігві змія / Witchcraft XII: In the Lair of the Serpent (2002)
- Чаклунство 13: Тринадцята жертва / Witchcraft XIII: Blood of the Chosen (2008)